# NGC 5903
NGC 5903 (други обозначения – ESO 514 – 4, MCG -4-36-8, UGCA 405, AM 1515 – 235, PGC 54646) е елиптична галактика (E2) в съзвездието Везни.
Обектът присъства в оригиналната редакция на „Нов общ каталог“.